# 太閤
太閤，正式名稱為太閤下，狹義上是對已經將攝政、關白官位讓給子弟的前攝政、關白，廣義上也可以指太政大臣、左大臣、右大臣（這三個官職在古代日本統稱三公）。同攝政、關白一樣，太閤的敬稱為殿下，一般稱為太閤殿下。
出家的太閤稱為禪定太閤，簡稱禪閤。

## 沿革
平安時代的藤原道長讓位給其子，其政敵藤原實資引用周朝泰伯（太伯）的典故說：「当時太閤德如帝王、世之興亡只在我心」。所以關白和太閤的原始典故，分別利用霍光與泰伯的史事。閤音閣（ㄍㄜˊ）指的是大門旁偏門，大明宮宣政殿旁有東西上閣（門）即為「閤」，入此可至皇帝寢宮紫宸殿議政，後人稱之為入閣，另漢《古詩上山采蘼蕪》：「新人從門入，故人從閤去」。而平安京內裏四個閣門為玄輝門、陰明門、承明門、宣陽門四門，不同的是這四門反而是內重的四個正門。根據平安時代的慣例，攝政、關白將其官位讓給自己的兒子後稱太閤。例如藤原道長是後一條天皇時期的攝政，後來將攝政之職讓給了兒子賴通，續任太政大臣；辭去太政大臣職務後被稱呼為太閤。鎌倉時代的關白二條良實將關白的官位讓給弟弟一條實經之後任內覽之職，稱太閤。

## 豐太閤
豐臣秀吉將關白與豐臣政權家督之位讓給了外甥豐臣秀次後，自稱太閤。此後太閤成為了豐臣秀吉的專稱。因此現代人對太閤這個名詞多有誤解，以為太閤便是指豐臣秀吉。
日本語中就有一句格言：「弘法奪『大師』之名，秀吉奪『太閤』之名，玄奘奪『三藏』之名」（大師は弘法に奪われ、太閤は秀吉に奪わる，そしてまた三蔵は玄奘に奪わる）。
為了與平安時代的太閤相區別，史學家多把豐臣秀吉稱為「豐太閤」。豐臣秀吉在全日本範圍內的檢地被稱為太閤檢地。豐臣秀吉為了壯大自己的威儀，大築大坂城以號令天下。江戶時代大坂成為經濟中心之一，豐臣秀吉對此作出了不可抹滅的貢獻，因此被現代一些土生土長的大阪人尊稱豐臣秀吉為「太閤君」。

## 今太閤
明治維新以後，攝政和關白的職位被廢除，太閤也隨之淡出了歷史舞臺。但是由於豐臣秀吉在日本人心中的影響，人們把一些已不在位但仍在幕後支配政局、平民出身的政要與豐太閤相比，稱為「今太閤」。例如伊藤博文、田中角榮、三木武夫等人都曾被稱為「今太閤」。

## 腳註
1. ↑  藤原實資，《小右記》，寬仁2年6月20日条
2. ↑  《五代帝王物語》
3. ↑  弘法即空海，是日本歷史上被封為大師的最出名者，此後大師一詞在日本多專指空海。